# North Molton
Pour l’article homonyme, voir South Molton.
North Molton est un village et une paroisse civile du Devon, situé dans le sud-ouest de l'Angleterre. 